# Locomotiva FS 477
La locomotiva gruppo 477 era una locomotiva a vapore con tender di costruzione austroungarica che le Ferrovie dello Stato acquisirono come bottino di guerra dopo il 1918.

## Storia
La vittoria dell'Italia nella prima guerra mondiale portò all'incorporazione nel parco delle Ferrovie dello Stato di un notevole numero di locomotive, tra quelle che rimasero entro i nuovi confini del territorio nazionale e quelle ottenute come risarcimento danni; si trattava di diversi tipi di locomotive ferroviarie di costruzione tedesca e austriaca. Tra queste è il gruppo di 77 locomotive appartenenti, 50 unità al gruppo austriaco delle ferrovie imperial-regie austriache k.k.St.B 18 (dal 1905 divenuto gruppo 180) e 27 unità alla ferrovia Südbahn (intero gruppo Sb 4001-4027).
Nel parco rotabili delle Ferrovie dello Stato  esse assunsero la classificazione di gruppo 477.001-077 e vennero utilizzate alla trazione dei treni merci pesanti sulle linee di valico dal nord al sud della penisola.
Buona parte di esse vennero cedute durante la seconda guerra mondiale e portate in Germania, Ungheria e Cecoslovacchia; quelle rimaste, qualche decina, rimasero in servizio fino alla fine degli anni cinquanta, poi furono accantonate ma non tutte demolite. La gr. 477.011 è conservata al Museo nazionale ferroviario di Pietrarsa.

## Caratteristiche
La locomotiva era a vapore saturo, a 2 cilindri esterni a doppia espansione.
La caldaia poteva contenere a pieno carico 5 m³ di acqua con un volume di vapore di 2,2 m³. La pressione massima di esercizio era stabilita in 14 bar e il volume di vapore asciutto prodotto in un'ora raggiungeva la quantità di 9.400 kg. La potenza sviluppata era di circa 900 hp con uno sforzo di trazione massimo al cerchione di ben 10.000 kg. La macchina raggiungeva a pieno carico la massa di 68 t, tutte aderenti, che si riduceva a vuoto a 63 t. Il tender accoppiato, della massa di 32 t in servizio, conteneva 16 m³ di acqua e 8 t di carbone.
La locomotiva era dotata di freno continuo automatico ad aria compressa ma non della condotta del riscaldamento a vapore delle carrozze in quanto prevista per il servizio merci pesante.